# District de Sinsing
Pour les articles homonymes, voir Xinxing.
Le district de Sinsing (chinois traditionnel : 新興區; ; pinyin : Xīnxīng Qū ; Wade : Hsin-hsing Chü) est l'un des douze districts de Kaohsiung. Sinsing signifie "nouvelle prospérité".

## Histoire
Sinsing s'appelait autrefois Tāi-káng-po͘ (chinois:大港埔) au début où il était auparavant rempli d'une nature sauvage sans fin. Pendant la domination japonaise de Taiwan, les habitants de la région vivaient de l'agriculture et vivaient une vie simple. En raison de la nature de l'industrie agricole, les gens ont déployé des méthodes de conservation de l'eau dans la région, ainsi le système d'irrigation a été répandu dans toute la région. Les champs sont devenus fertiles et ils ont cultivé du riz, de la patate douce, de la canne à sucre ou du maïs.
Après la rétrocession de Taïwan du Japon à la république de Chine en 1945, la région s'agrandit progressivement et fut rebaptisée "District de Sinsing".

## Éducation
- École secondaire professionnelle de commerce de Kaohsiung de municipalité de Kaohsiung
- Lycée Sinsing de municipalité de Kaohsiung

## Attractions touristiques
- Centre commercial de Nanhua
- Hong Fa Temple
- Marché nocturne de Liuhe

## Transports
- Le district est desservi par la ligne rouge et ligne orange du Métro de Kaohsiung. Les stations de Sinsing sont Formosa Boulevard Station, Central Park Station et Sinyi Elementary School Station.